# Censura in Cina
La censura nella Repubblica Popolare Cinese, implementata o imposta dal partito al governo, il Partito Comunista Cinese (PCC), 
è uno dei regimi di censura più severi al mondo. 
Il governo censura contenuti per ragioni principalmente politiche, come limitare la dissidenza politica e censurare eventi sfavorevoli al PCC, come la Protesta di piazza Tienanmen, il movimento democratico cinese, il genocidio culturale degli uiguri, il problema dei diritti umani in Tibet, il movimento per l'indipendenza di Taiwan, Falun Gong e le proteste a Hong Kong. 
Da quando Xi Jinping è diventato Segretario generale del Partito Comunista Cinese (de facto leader supremo) nel 2012, la censura è stata "notevolmente rafforzata".
Il governo esercita la censura su tutti i media in grado di raggiungere un ampio pubblico, ciò include televisione, carta stampata, radio, film, teatro, messaggi di testo, messaggistica istantanea, video games, letteratura, e Internet. 
Il governo cinese asserisce di avere il diritto legale di controllare i contenuti di Internet all'interno del proprio territorio e che le regole di censura che applica non violano il diritto alla libertà di parola dei cittadini. I funzionari governativi hanno accesso a informazioni non censurate tramite un sistema di documentazione riservato.
A partire dal 2022 Reporter senza frontiere classifica la Cina come uno dei dieci paesi al mondo con la minore libertà di stampa. 
Nell'agosto 2012 la OpenNet Initiative ha classificato la censura di Internet in Cina come "pervasiva" nell'area della politica e in quella di Conflitto e sicurezza e "sostanziale" in campo sociale e riguardo agli strumenti Internet, le due classificazioni più severe delle cinque utilizzate.
Freedom House classifica la stampa cinese come "non libera", la peggiore classifica possibile, affermando che "il controllo statale sui mezzi d'informazione in Cina è ottenuto attraverso una complessa combinazione di monitoraggio da parte del partito dei contenuti delle notizie, restrizioni legali sui giornalisti, incentivi finanziari per l'autocensura" 
e una crescente pratica di "scomparsa informatica" di materiale scritto da o su blogger attivisti.
Altri punti di vista suggeriscono che aziende cinesi come Baidu, Tencent e Alibaba, alcune delle più grandi imprese Internet del mondo, abbiano beneficiato del modo in cui la Cina ha bloccato il mercato interno ai rivali internazionali.